# Campionati del mondo di ciclismo su strada 2022 - Cronometro femminile Under-23
La cronometro femminile Under-23 dei Campionati del mondo di ciclismo su strada 2022 si è svolta il 18 settembre 2022 su un percorso di 34,2 km, con partenza ed arrivo a Wollongong, in Australia. Non è stata una gara separata ma il titolo è stato assegnato sulla base della classifica finale della gara a cronometro della categoria Elite. L'italiana Vittoria Guazzini, piazzatasi quarta, ha vinto il titolo iridato davanti all'olandese Shirin van Anrooij e alla tedesca Ricada Bauernfeind, rispettivamente 13ª e 18ª nella classifica generale. 
Al traguardo di Wollongong 10 delle 11 eleggibili per la classifica Under 23 hanno portato a termine la competizione.

## Classifica Under 23
| Pos. | Corridore           | Squadra             | Tempo    |
| ---- | ------------------- | ------------------- | -------- |
| 1    | Vittoria Guazzini   | Italia              | 45'20"71 |
| 2    | Shirin van Anrooij  | Australia           | a 1'48"  |
| 3    | Ricarda Bauernfeind | Germania            | a 2'17"  |
| 4    | Marie Le Net        | Francia             | a 2'43"  |
| 5    | Marta Jaskulska     | Polonia             | a 2'48"  |
| 6    | Ella Wyllie         | Nuova Zelanda       | a 4'36"  |
| 7    | Nora Jenčušová      | Slovacchia          | a 6'50"  |
| 8    | Maryna Varenyk      | Ucraina             | a 8'10"  |
| 9    | Nesrine Houili      | Algeria             | a 9'23"  |
| 10   | Safia Al-Sayegh     | Emirati Arabi Uniti | a 12'54" |
|      | Catalina Soto       | Cile                | DNF      |